# .vi
.vi — в Інтернеті, національний домен верхнього рівня (ccTLD) для Американських Віргінських островів.

## Домени 2-го та 3-го рівнів
В цьому національному домені нараховується близько 55,800 вебсторінок (станом на січень 2007 року).
У наш час використовуються та приймають реєстрації доменів 3-го рівня такі доменні суфікси (відповідно, існують такі домени 2-го рівня):
| Суфікс  | Регламентовані користувачі      |
| .co.vi  | Комерційні установи, корпорації |
| .com.vi | Комерційні установи, корпорації |
| .gov.vi | Державні та урядові установи    |